# Nekrolog Dezember 2014
Nekrolog
◄◄
| ◄
| 2010
| 2011
| 2012
| 2013
| 2014 | 2015 | 2016 | 2017 | 2018 | ► | ►►
Januar |
Februar |
März |
April |
Mai |
Juni |
Juli |
August |
September |
Oktober |
November |
Dezember 2014
Weitere Ereignisse | Allgemeiner Nekrolog 2014
Die Beschreibung der verstorbenen Person sollte so kurz wie möglich gehalten sein und nur deren signifikante Tätigkeit(en) enthalten.
Neue Namen ggf. auch unter dem Geburts- und Sterbedatum, also etwa unter 1. Januar und im Geburts- und Sterbejahr (2024) eintragen (nur bei entsprechender großer Wichtigkeit). Für Beispiele siehe die schon vorhandenen Artikel.
Außerdem über die fünf zuletzt Verstorbenen, zu denen es einen ausreichend guten Artikel für eine Präsentation auf der Hauptseite gibt, nach der todesbedingten Überarbeitung der Artikel ggf. auch unter Wikipedia Diskussion:Hauptseite informieren und sie am besten auch in den anderen Wikipedia-Sprachversionen eintragen. Tipp: Regelmäßig bei news.google.de nach „ist tot“, „gestorben“ oder „verstorben“ suchen.
Wenn eine Person gestorben ist, gibt es viele Seiten zu dieser Person in der Wikipedia, die davon auch betroffen sind und entsprechend aktualisiert werden müssen. Beispiele: Namenübersichtsseite, Geburtsjahr, Geburtsort-Seiten und viele mehr.
Wie finde ich die betroffenen Seiten?
Im Suchfeld auf der linken Seite gibt man den Suchbegriff so ein: „Vorname Nachname“. Dann klickt man auf Volltext und alle Seiten mit entsprechendem Suchtext werden aufgerufen. Hier sieht man dann schnell, wo auch das Todesjahr Sinn macht oder sogar ein Teil des Artikels angepasst werden muss. Auch hilft das „Werkzeug“ auf der linken Seite sehr gut, um solche Seiten aufzufinden: „Links auf diese Seite“. Somit ist die Wikipedia wieder aktuell in allen Bereichen! Hinweis: bei Eintragung der Kategorie „Gestorben JAHR“ wird der Missbrauchsfilter 49 ausgelöst, was jedoch nicht schlimm ist. Siehe: Spezial:Missbrauchsfilter/49
Dies ist eine Liste von im Dezember 2014 verstorbenen bekannten Persönlichkeiten. Die Einträge erfolgen innerhalb der einzelnen Daten alphabetisch sortiert. Tiere sind im Nekrolog für Tiere zu finden.

## Dezember
| Tag          | Name                                        | Beruf, bekannt als | Alter | Beleg  |
| ------------ | ------------------------------------------- | --- | ----- | ------ |
| 31. Dezember | Sam Armato                                  | US-amerikanischer Jazzmusiker | 98    |        |
| 31. Dezember | Louis Armstrong                             | britischer Konteradmiral | 68    |        |
| 31. Dezember | Cees Bevers                                 | niederländischer Politiker | 88    |        |
| 31. Dezember | Robert Chambeiron                           | französischer Widerstandskämpfer und Politiker | 99    |        |
| 31. Dezember | Edward Herrmann                             | US-amerikanischer Schauspieler | 71    |        |
| 31. Dezember | James McNaughton Hester                     | US-amerikanischer Universitätsrektor und Hochschullehrer | 90    |        |
| 31. Dezember | Serge Hochar                                | libanesischer Önologe und Unternehmer | 74    |        |
| 31. Dezember | Wolfgang Hofer                              | österreichischer Unternehmer | 56    |        |
| 31. Dezember | Michael Kennedy                             | britischer Musikkritiker, Journalist und Buchautor | 88    |        |
| 31. Dezember | Norbert Leser                               | österreichischer Philosoph | 81    |        |
| 31. Dezember | Helen Leumann                               | Schweizer Politikerin | 71    |        |
| 31. Dezember | Laura Lilli                                 | italienische Journalistin, Schriftstellerin und Feministin | 77    |        |
| 31. Dezember | Luis Oruezábal                              | argentinischer Fußballspieler | 62    |        |
| 31. Dezember | Washington Rodríguez                        | uruguayischer Boxer | 70    |        |
| 31. Dezember | Kamala Sinha                                | indische Politikerin und Diplomatin | 82    |        |
| 31. Dezember | Andrei Towmassjan                           | sowjetischer Jazztrompeter | 72    |        |
| 31. Dezember | Arthur Wellesley                            | britischer Adeliger, Militär und Unternehmer | 99    |        |
| 31. Dezember | Thomas Ziegler                              | deutscher Maler | 67    |        |
| 30. Dezember | Frank Atkinson                              | britischer Museumsdirektor | 90    |        |
| 30. Dezember | Cisco Berndt                                | deutscher Countrymusiker und -sänger | 72    |        |
| 30. Dezember | Ștefan Bertalan                             | rumänischer Kunstmaler | 84    |        |
| 30. Dezember | Jake Berthot                                | US-amerikanischer Maler | 75    |        |
| 30. Dezember | Antonio Brack Egg                           | peruanischer Politiker | 74    |        |
| 30. Dezember | Philip E. Converse                          | US-amerikanischer Soziologe, Politikwissenschaftler und Meinungsforscher                                                                                            | 86    |        |
| 30. Dezember | Derek Coombs                                | britischer Politiker und Unternehmer | 77    |        |
| 30. Dezember | Jim Galloway                                | kanadischer Jazzmusiker | 78    | [ 1 ]  |
| 30. Dezember | Allan Garraway                              | britischer Dampfeisenbahnrestaurator | 88    |        |
| 30. Dezember | Patrick Gowers                              | britischer Komponist und Musikkritiker | 78    |        |
| 30. Dezember | Konrad Hummel                               | deutscher Mediziner und Serologe | 91    |        |
| 30. Dezember | Melvin Jackson                              | US-amerikanischer Bluesmusiker | 79    |        |
| 30. Dezember | Bernard Jordan                              | britischer Weltkriegsveteran | 90    |        |
| 30. Dezember | Marian Jurczyk                              | polnischer Politiker und Gewerkschafter | 79    |        |
| 30. Dezember | Ivan Jurković                               | jugoslawischer Geologe | 97    |        |
| 30. Dezember | Wolfgang Kellner                            | deutscher Schriftsteller und Dramaturg | 86    | [ 2 ]  |
| 30. Dezember | Ernst Kölz                                  | österreichischer Flötist und Komponist | 85    |        |
| 30. Dezember | Josef Kuonen                                | Schweizer Eishockeyfunktionär | 85    |        |
| 30. Dezember | Jutta Lowag                                 | deutsche Rundfunkverwaltungsdirektorin | 75    |        |
| 30. Dezember | Foday Jibani Manka                          | gambischer Politiker | 72    |        |
| 30. Dezember | Rodrigo Marín Bernal                        | kolumbianischer Politiker | 83    |        |
| 30. Dezember | Matti Moosa                                 | irakisch-US-amerikanischer Historiker | ≈90   |        |
| 30. Dezember | Edward Nugee                                | britischer Jurist | 86    |        |
| 30. Dezember | Luise Rainer                                | deutsche Schauspielerin | 104   |        |
| 30. Dezember | Walter „Cata“ Róque                         | uruguayischer Fußballspieler und -trainer | 77    |        |
| 30. Dezember | Miyao Tomiko                                | japanische Schriftstellerin | 88    |        |
| 30. Dezember | Günter Trepte                               | deutscher Politiker | 76    |        |
| 30. Dezember | Erich Walser                                | Schweizer Manager | 67    |        |
| 29. Dezember | Miguel Dalmao                               | uruguayischer General | 63    |        |
| 29. Dezember | Dorrit Dekk                                 | tschechisch-britische Grafikdesignerin, Druckgrafikerin und Malerin                                                                                                 | 97    |        |
| 29. Dezember | Jürgen Diestelmann                          | deutscher lutherischer Theologe | 86    |        |
| 29. Dezember | Odd Iversen                                 | norwegischer Fußballspieler | 69    |        |
| 29. Dezember | Horst Lechner                               | österreichischer Architekt | 55    |        |
| 29. Dezember | Daniël Lievois                              | belgischer Historiker | 74    |        |
| 29. Dezember | Pat Matshikiza                              | südafrikanischer Jazzpianist | 76    |        |
| 29. Dezember | Ed Penny                                    | US-amerikanischer Songwriter und Musikproduzent | 89    |        |
| 29. Dezember | Ulf Sand                                    | norwegischer Politiker | 76    |        |
| 29. Dezember | Leslie Silver                               | britischer Unternehmer und Fußballfunktionär | 89    |        |
| 29. Dezember | Bodo Ströhmann                              | deutscher Handballfunktionär | 75    |        |
| 29. Dezember | Hermann Weber                               | deutscher Historiker | 86    |        |
| 29. Dezember | André Wohllebe                              | deutscher Kanute | 52    |        |
| 28. Dezember | Leelah Alcorn                               | US-amerikanischer Transgender-Teen | 17    |        |
| 28. Dezember | Horst Eckert                                | deutscher Journalist und Sportfunktionär | 82    |        |
| 28. Dezember | Leopoldo Federico                           | argentinischer Musiker und Komponist | 87    |        |
| 28. Dezember | Javier Fragoso                              | mexikanischer Fußballspieler | 72    | [ 3 ]  |
| 28. Dezember | Dorothea Furrer                             | Schweizer Fernsehansagerin | 77    |        |
| 28. Dezember | Wahan Howhannisjan                          | armenischer Politiker und Diplomat | 58    |        |
| 28. Dezember | Michio Kushi                                | japanischer Ernährungswissenschaftler | 88    |        |
| 28. Dezember | Máximo                                      | spanischer Zeichner, Karikaturist und Autor | 82    |        |
| 28. Dezember | Frankie Randall                             | US-amerikanischer Jazzpianist | 76    |        |
| 28. Dezember | Richard D. Schafer                          | US-amerikanischer Mathematiker | 96    |        |
| 28. Dezember | Josef Vondruška                             | tschechischer Dichter, Romancier und Musiker | 62    |        |
| 27. Dezember | Fatima Aouam                                | marokkanische Leichtathletin | 55    |        |
| 27. Dezember | Hans-Christian Bartel                       | deutscher Bratschist und Komponist | 82    |        |
| 27. Dezember | Ben Ammi Ben-Israel                         | US-amerikanischer Sektenführer | 75    |        |
| 27. Dezember | Peter Botschwina                            | deutscher Chemiker | 66    |        |
| 27. Dezember | Carl N. Degler                              | US-amerikanischer Historiker | 93    |        |
| 27. Dezember | Ed Farley                                   | US-amerikanischer Jazzmusiker | 85    |        |
| 27. Dezember | Claude Frank                                | US-amerikanischer Pianist | 89    |        |
| 27. Dezember | William Gerberding                          | US-amerikanischer Politikwissenschaftler und Universitätsrektor | 85    |        |
| 27. Dezember | Ruth Im Obersteg Geiser                     | Schweizer Politikerin | 93    |        |
| 27. Dezember | Anneliese Griese                            | deutsche Philosophin, Hochschullehrerin, Editorin und Marx-Engels-Forscherin                                                                                        | 79    | [ 4 ]  |
| 27. Dezember | Ron Henry                                   | englischer Fußballspieler | 80    |        |
| 27. Dezember | Arnold Leissler                             | deutscher Maler und Grafiker | 75    |        |
| 27. Dezember | Wolfgang Luppe                              | deutscher Papyrologe und Altphilologe | 83    |        |
| 27. Dezember | David H. Marlowe                            | US-amerikanischer Anthropologe | 83    |        |
| 27. Dezember | Kauri Mikkola                               | finnischer Biologe | 76    |        |
| 27. Dezember | Karel Poma                                  | belgischer Politiker | 94    |        |
| 27. Dezember | Erich Retter                                | deutscher Fußballspieler | 89    |        |
| 27. Dezember | Elaine Summers                              | US-amerikanische Choreografin und Filmemacherin | 89    |        |
| 27. Dezember | Wilhelm Röhl                                | deutscher Jurist und Rechtshistoriker | 92    |        |
| 27. Dezember | Ger van Roon                                | niederländischer Historiker | 81    |        |
| 27. Dezember | Tomaž Šalamun                               | slowenischer Dichter | 73    |        |
| 27. Dezember | Janos Satori                                | ungarisch-deutscher Schwimmtrainer und Schwimmsportfunktionär | 83    |        |
| 27. Dezember | John Webster                                | britischer Mykologe | 89    |        |
| 27. Dezember | Othmar Wundsam                              | österreichischer KZ-Überlebender, Widerstandskämpfer und Künstler                                                                                                   | 92    |        |
| 26. Dezember | Stanisław Barańczak                         | polnischer Dichter und Übersetzer | 68    |        |
| 26. Dezember | Al Belletto                                 | US-amerikanischer Jazz-Holzbläser | 86    |        |
| 26. Dezember | Boro Čurlevski                              | jugoslawischer bzw. mazedonischer Handballspieler | 49    |        |
| 26. Dezember | Timothy Dowd                                | US-amerikanischer Polizeiermittler | 99    |        |
| 26. Dezember | James B. Edwards                            | US-amerikanischer Politiker | 87    |        |
| 26. Dezember | Azaria Kamburona                            | namibischer Bischof | 83    |        |
| 26. Dezember | Giuseppe Pittau                             | italienischer Bischof | 86    |        |
| 26. Dezember | Rhodes Reason                               | US-amerikanischer Schauspieler | 84    |        |
| 26. Dezember | Rolf Röhm                                   | deutscher Politiker | 87    |        |
| 26. Dezember | Therese Schlundt                            | deutsche Hebamme | 92    |        |
| 26. Dezember | Leo Tindemans                               | belgischer Politiker | 92    |        |
| 25. Dezember | Alberta Adams                               | US-amerikanische Bluessängerin | 97    |        |
| 25. Dezember | Louis Boutet de Monvel                      | französischer Mathematiker | 73    |        |
| 25. Dezember | Peter Burkhart                              | Schweizer Gastwirt und Konzertveranstalter | 72    |        |
| 25. Dezember | Gleb Jakunin                                | russischer Priester und sowjetischer Dissident | 80    |        |
| 25. Dezember | Bernard Kay                                 | britischer Schauspieler | 86    |        |
| 25. Dezember | Hermann Kokenge                             | deutscher Landschaftsarchitekt | 65    |        |
| 25. Dezember | Mary Frances Lyon                           | britische Genetikerin | 89    |        |
| 25. Dezember | Gerd Miske                                  | deutscher Verlagsleiter | 54    |        |
| 25. Dezember | Ricardo Porro                               | kubanisch-französischer Architekt, Maler und Bildhauer | 89    |        |
| 25. Dezember | Geoff Pullar                                | englischer Cricketspieler | 79    |        |
| 25. Dezember | Norman Rostoker                             | kanadischer Physiker | 89    |        |
| 25. Dezember | David Ryall                                 | britischer Schauspieler | 79    |        |
| 24. Dezember | Rubén Amorín                                | uruguayischer Fußballtrainer | 87    |        |
| 24. Dezember | Giovanni Bersani                            | italienischer Politiker | 100   |        |
| 24. Dezember | Giancarlo Bertagnolli                       | italienischer Geistlicher | 81    | [ 5 ]  |
| 24. Dezember | Jacqueline Briskin                          | US-amerikanische Schriftstellerin | 87    |        |
| 24. Dezember | Buddy DeFranco                              | US-amerikanischer Jazz-Klarinettist | 91    |        |
| 24. Dezember | Jacques Garelli                             | französischer Dichter und Philosoph | 83    |        |
| 24. Dezember | Lee Israel                                  | US-amerikanische Schriftstellerin | 75    |        |
| 24. Dezember | Robert Hall                                 | US-amerikanischer Basketballspieler | 87    |        |
| 24. Dezember | Herbert Harris                              | US-amerikanischer Politiker | 88    |        |
| 24. Dezember | Jewgeni Korolkow                            | sowjetischer Turner | 84    |        |
| 24. Dezember | Krzysztof Krauze                            | polnischer Filmregisseur und Drehbuchautor | 61    |        |
| 24. Dezember | George Lepping                              | salomonischer Politiker | 67    |        |
| 24. Dezember | Christine Lecocq                            | französische Nudistin und Unternehmerin | 103   |        |
| 24. Dezember | Günther Reh                                 | deutscher Unternehmer | 86    |        |
| 24. Dezember | Paul Röhner                                 | deutscher Politiker | 87    |        |
| 23. Dezember | Jewgeni Aramowitsch Abramjan                | sowjetischer Physiker | 74    |        |
| 23. Dezember | K. Balachander                              | indischer Filmregisseur | 84    |        |
| 23. Dezember | Gerhard Herdegen                            | deutscher Jurist | 88    |        |
| 23. Dezember | Alvin Jett                                  | US-amerikanischer Bluesgitarrist | 54    |        |
| 23. Dezember | Jan Reifenberg                              | deutscher Journalist | 91    |        |
| 23. Dezember | Dieter Schwäbl                              | deutscher Politiker | 86    |        |
| 23. Dezember | Jerzy Semkow                                | polnisch-französischer Dirigent | 86    |        |
| 23. Dezember | John Kennett Starnes                        | kanadischer Diplomat | 96    |        |
| 22. Dezember | John Robert Beyster                         | US-amerikanischer Physiker und Unternehmer | 90    |        |
| 22. Dezember | Christine Cavanaugh                         | US-amerikanische Synchronsprecherin | 51    |        |
| 22. Dezember | Joe Cocker                                  | britischer Rock- und Blues-Sänger | 70    |        |
| 22. Dezember | Günther Dieckmann-Großhundorf               | deutscher Pferdezüchter und Verbandsfunktionär | 87    |        |
| 22. Dezember | William J. Fishman                          | britischer Historiker und Autor | 93    |        |
| 22. Dezember | Nate Fox                                    | US-amerikanischer Basketballspieler | 37    |        |
| 22. Dezember | Vera Gebuhr                                 | dänische Schauspielerin | 98    |        |
| 22. Dezember | Richard Graydon                             | britischer Stuntman | 92    |        |
| 22. Dezember | Abd al-Aziz Muhammad Hidschazi              | ägyptischer Politiker | 91    |        |
| 22. Dezember | Horst Jockusch                              | deutscher Künstler und Grafiker | 89    | [ 6 ]  |
| 22. Dezember | Gertrude Kolar                              | österreichische Turnerin | 88    |        |
| 22. Dezember | Günter Krumbiegel                           | deutscher Paläontologe | 88    |        |
| 22. Dezember | Rosemary Lowe-McConnell                     | britische Ichthyologin | 93    |        |
| 22. Dezember | Joseph Sargent                              | US-amerikanischer Regisseur, Produzent und Schauspieler | 89    |        |
| 22. Dezember | Fritz Sdunek                                | deutscher Boxtrainer | 67    |        |
| 22. Dezember | George Stell                                | US-amerikanischer Physiker | 81    |        |
| 22. Dezember | Brandon Stoddard                            | US-amerikanischer Fernsehproduzent | 77    |        |
| 22. Dezember | Klaus Weiss                                 | deutscher Anglist und Amerikanist | 87    |        |
| 22. Dezember | Günter Wolf                                 | deutscher Schauspieler, Drehbuchautor und Synchronsprecher | 84    |        |
| 21. Dezember | Maqsudul Alam                               | bangladeschischer Genetiker | 60    |        |
| 21. Dezember | Jane Bown                                   | britische Fotografin | 89    |        |
| 21. Dezember | Walter De Buck                              | belgischer Sänger | 80    |        |
| 21. Dezember | Dušan Dragosavac                            | jugoslawischer Politiker | 95    |        |
| 21. Dezember | Edward Evans, 3. Baron Mountevans           | britischer Politiker | 71    |        |
| 21. Dezember | Horacio Ferrer                              | uruguayischer Schriftsteller und Journalist | 81    |        |
| 21. Dezember | Eugenio Jara                                | chilenischer Fußballspieler und -trainer | 78    |        |
| 21. Dezember | Åke Johansson                               | schwedischer Fußballspieler | 86    |        |
| 21. Dezember | Udo Jürgens                                 | österreichischer Komponist und Sänger | 80    |        |
| 21. Dezember | Ludovic Konya                               | rumänischer Bariton | 75    |        |
| 21. Dezember | Werner Lind                                 | rumänisch-deutscher Karate-Lehrer und Fachbuchautor | 64    |        |
| 21. Dezember | Stuart A. Reiss                             | US-amerikanischer Artdirector und Szenenbildner | 93    |        |
| 21. Dezember | Hans Riesel                                 | schwedischer Mathematiker | 85    |        |
| 21. Dezember | Sitor Situmorang                            | indonesischer Schriftsteller | 91    |        |
| 21. Dezember | Colin Smith                                 | britischer Speerwerfer | 79    |        |
| 21. Dezember | Paul Walther                                | US-amerikanischer Basketballspieler | 87    |        |
| 21. Dezember | Kurt Weyh                                   | thüringischer Landtagsabgeordneter | 62    | [ 7 ]  |
| 21. Dezember | Billie Whitelaw                             | britische Schauspielerin | 82    |        |
| 21. Dezember | Alan Williams                               | britischer Politiker | 84    |        |
| 20. Dezember | Ronnie Bedford                              | US-amerikanischer Jazz-Schlagzeuger | 83    |        |
| 20. Dezember | Per-Ingvar Brånemark                        | schwedischer Orthopäde und Erfinder | 85    |        |
| 20. Dezember | John Freeman                                | britischer Politiker und Journalist | 99    |        |
| 20. Dezember | Ranulph Glanville                           | britischer Philosoph und Architekt | 68    |        |
| 20. Dezember | Werner Kupper                               | deutscher Leichtathlet | 88    |        |
| 20. Dezember | Bob Lanier                                  | US-amerikanischer Politiker | 89    |        |
| 20. Dezember | Hanns Leiner                                | deutscher Theologe | 84    |        |
| 20. Dezember | Brian Manley                                | britischer Ingenieur | 85    |        |
| 20. Dezember | Miodrag B. Protić                           | jugoslawischer Maler und Kunsthistoriker | 92    |        |
| 20. Dezember | Derek Rencher                               | britischer Balletttänzer | 82    |        |
| 20. Dezember | Chip Young                                  | US-amerikanischer Gitarrist und Musikproduzent | 76    |        |
| 19. Dezember | Philip Bradbourn                            | britischer Politiker | 63    |        |
| 19. Dezember | Hans Gärtner                                | deutscher Klassischer Philologe und Medizinhistoriker | 80    |        |
| 19. Dezember | Arthur Gardner                              | US-amerikanischer Filmproduzent und Schauspieler | 104   |        |
| 19. Dezember | Ulrike Kaufmann                             | österreichische Bühnenbildnerin und Theaterleiterin | 61    |        |
| 19. Dezember | Roberta Leigh                               | britische Schriftstellerin, Kinderbuchautorin und Fernsehproduzentin                                                                                                | 87    |        |
| 19. Dezember | Gertrud Meyer-Denkmann                      | deutsche Komponistin, Pianistin, Musikwissenschaftlerin und Musikpädagogin                                                                                          | 96    |        |
| 19. Dezember | Juan Mosto                                  | peruanischer Fußballspieler, Komponist und Sänger | 78    |        |
| 19. Dezember | Beny Rehmann                                | Schweizer Trompeter | 78    |        |
| 19. Dezember | Igor Rodionow                               | russischer General und Politiker | 78    |        |
| 19. Dezember | Larry Smith                                 | US-amerikanischer Musikproduzent | 63    |        |
| 19. Dezember | Hans Martin Steiner                         | österreichischer Zoologe | 76    |        |
| 19. Dezember | Colin Strang, 2. Baron Strang               | britischer Politiker und Hochschullehrer | 92    |        |
| 19. Dezember | André Tuilier                               | französischer Gräzist und Bibliothekar | 92    |        |
| 19. Dezember | Waltrud Viehböck                            | deutsch-österreichische Bildhauerin | 77    |        |
| 19. Dezember | Dieter Schornstein                          | deutscher Automobilrennfahrer, Teambesitzer und Unternehmer | 74    |        |
| 19. Dezember | Hermann Sticher                             | deutscher Bischof | 87    |        |
| 18. Dezember | Donald J. Albosta                           | US-amerikanischer Politiker | 89    |        |
| 18. Dezember | Margrit Aust                                | österreichische Schauspielerin | 93    |        |
| 18. Dezember | Virginia Baxter                             | US-amerikanische Eiskunstläuferin | 82    |        |
| 18. Dezember | Gideon Ben-Israel                           | israelischer Politiker | 91    |        |
| 18. Dezember | Wolfgang Besemer                            | deutscher Konzertveranstalter | 61    |        |
| 18. Dezember | Claude Frikart                              | französischer Bischof | 92    |        |
| 18. Dezember | John Fry                                    | US-amerikanischer Musikproduzent | 69    |        |
| 18. Dezember | Ingvar Kjellson                             | schwedischer Schauspieler | 91    |        |
| 18. Dezember | Virna Lisi                                  | italienische Schauspielerin | 78    |        |
| 18. Dezember | Carleton Mabee                              | US-amerikanischer Historiker und Autor | 99    |        |
| 18. Dezember | Harold M. Schulweis                         | US-amerikanischer Rabbiner | 89    |        |
| 18. Dezember | Ante Žanetić                                | jugoslawischer Fußballspieler | 78    |        |
| 17. Dezember | Hans-Joachim Burdenski                      | deutscher Fußballfunktionär | 67    |        |
| 17. Dezember | Stephen Hector Youssef Doueihi              | libanesischer Bischof | 87    |        |
| 17. Dezember | Maurice Duverger                            | französischer Jurist, Politikwissenschaftler und Politiker | 97    |        |
| 17. Dezember | Gottfried Eder                              | österreichischer Mönch und Priester | 77    |        |
| 17. Dezember | Heinz Fabian                                | deutscher Schauspieler und Synchronsprecher | 89    |        |
| 17. Dezember | Fritz Rudolf Fries                          | deutscher Schriftsteller | 79    |        |
| 17. Dezember | Dieter Grau                                 | deutsch-US-amerikanischer Raketentechniker | 101   | [ 8 ]  |
| 17. Dezember | Vic Hendry                                  | Schweizer Lehrer und Schriftsteller | 94    |        |
| 17. Dezember | Richard C. Hottelet                         | US-amerikanischer Rundfunkjournalist | 97    |        |
| 17. Dezember | Dirk Küchmeister                            | deutscher Rechtsanwalt und TV-Darsteller | 52    |        |
| 17. Dezember | Günther Massenkeil                          | deutscher Musikwissenschaftler | 88    |        |
| 17. Dezember | Rolf Meyer                                  | deutscher Politiker | 63    |        |
| 17. Dezember | Stefanija Schabatura                        | ukrainische Teppichkünstlerin, Menschenrechtsaktivistin und Dissidentin                                                                                             | 76    |        |
| 17. Dezember | Dietrich Simon                              | deutscher Verleger und Publizist | 75    |        |
| 17. Dezember | Lowell Steward                              | US-amerikanischer Luftwaffenpilot und Weltkriegsveteran | 95    |        |
| 17. Dezember | Ivan Vekić                                  | jugoslawischer bzw. kroatischer Politiker | 76    |        |
| 17. Dezember | Axel Wessendorf                             | deutscher Unternehmer | 54    |        |
| 16. Dezember | Martin Brasier                              | britischer Paläobiologe | 67    |        |
| 16. Dezember | Richard Crooks                              | US-amerikanischer Schlagzeuger | ≈74   |        |
| 16. Dezember | Katrina Dawson                              | australisches Terroropfer | 38    |        |
| 16. Dezember | Wolfgang Lipp                               | deutscher Soziologe | 72    |        |
| 16. Dezember | Man Haron Monis                             | iranischer Prediger und Geiselnehmer | 50    |        |
| 16. Dezember | Horst Klusch                                | rumänischer Volkskundler | 87    |        |
| 16. Dezember | Karl-Heinz Kurras                           | deutscher Polizeibeamter und Geheimdienstinformant | 87    |        |
| 16. Dezember | Brian Lister                                | britischer Autorennfahrer, Rennwagenkonstrukteur und Unternehmer | 88    |        |
| 16. Dezember | Maximo Munzi                                | argentinischer Kameramann | 57    |        |
| 16. Dezember | Wendy Rene                                  | US-amerikanische Sängerin | 67    |        |
| 16. Dezember | Salome Reiser                               | deutsche Musikwissenschaftlerin | 49    |        |
| 16. Dezember | Mandy Rice-Davies                           | britisches Showgirl und Model | 70    |        |
| 26. Dezember | James Webster Sherwood                      | US-amerikanischer Schriftsteller | 78    |        |
| 16. Dezember | Sultan Singh                                | indischer Politiker | 91    |        |
| 16. Dezember | Rock Scully                                 | US-amerikanischer Musikmanager | 73    |        |
| 16. Dezember | Ernie Terrell                               | US-amerikanischer Boxer | 75    |        |
| 16. Dezember | Hermann Zeller                              | deutscher Theologe | 100   |        |
| 15. Dezember | Mihai Dănilă                                | rumänischer Fußballspieler und -trainer | 62    |        |
| 15. Dezember | Michael Hare Duke                           | britischer Bischof | 89    |        |
| 15. Dezember | David Garth                                 | US-amerikanischer Politikberater | 84    |        |
| 15. Dezember | Alun Huws                                   | britischer Bassist | 66    |        |
| 15. Dezember | Michael Kunzler                             | deutscher katholischer Theologe | 63    |        |
| 15. Dezember | Nicolae Manea                               | rumänischer Fußballspieler, -trainer und -funktionär | 60    |        |
| 15. Dezember | Takeo Matsubara                             | japanischer Physiker | 93    |        |
| 15. Dezember | Donald Metcalf                              | australischer Mediziner | 85    |        |
| 15. Dezember | Kurt Spitzmüller                            | deutscher Politiker | 93    |        |
| 15. Dezember | Ray Steadman-Allen                          | britischer Komponist | 92    |        |
| 15. Dezember | Helmut Sumpf                                | deutscher Bergbauingenieur und Grubenretter | 93    |        |
| 15. Dezember | Arthur Whyte                                | australischer Politiker (Liberal Party), Präsident des South Australian Legislative Council                                                                         | 93    |        |
| 15. Dezember | David Albert Winters                        | US-amerikanischer Gitarrist und Sänger | 65    |        |
| 14. Dezember | Lillian Barylli-Fayer                       | österreichische Künstler-Fotografin | 97    |        |
| 14. Dezember | Sy Berger                                   | US-amerikanischer Sammelkartendesigner | 91    |        |
| 14. Dezember | Theo Colborn                                | US-amerikanische Zoologin | 87    |        |
| 14. Dezember | Irene Dalis                                 | US-amerikanische Opernsängerin | 89    |        |
| 14. Dezember | Heinrich Dittmar                            | deutscher Historiker und Pädagoge | 80    |        |
| 14. Dezember | Louis Koyagialo                             | kongolesischer Politiker | 67    |        |
| 14. Dezember | Siegfried Lorenz                            | deutscher Politiker | 86    |        |
| 14. Dezember | Janis Martin                                | US-amerikanische Opernsängerin | 75    |        |
| 14. Dezember | Iancu Mitracu                               | rumänischer Fußballspieler | 53    |        |
| 14. Dezember | Bess Myerson                                | US-amerikanisches Fotomodell und Fernsehschauspielerin | 90    |        |
| 14. Dezember | Anthony Edward Pevec                        | US-amerikanischer Bischof | 89    |        |
| 14. Dezember | Cees van der Pluijm                         | niederländischer Dichter | 60    |        |
| 14. Dezember | Tilman Struve                               | deutscher Historiker | 76    |        |
| 14. Dezember | Fred Thurston                               | US-amerikanischer American-Football-Spieler | 80    |        |
| 14. Dezember | Alois Graf von Waldburg-Zeil und Trauchburg | deutscher Politiker | 81    |        |
| 13. Dezember | Karl Aichinger                              | deutscher Maler und Bildhauer | 63    |        |
| 13. Dezember | Ernst Albrecht                              | deutscher Politiker | 84    |        |
| 13. Dezember | Ina Bauer                                   | deutsche Eiskunstläuferin | 73    |        |
| 13. Dezember | Raoul J. Cita                               | US-amerikanischer R&B-Sänger | 86    |        |
| 13. Dezember | Joseph E. Geusic                            | US-amerikanischer Physiker | 83    |        |
| 13. Dezember | Claus Küchenmeister                         | deutscher Schriftsteller | 84    |        |
| 13. Dezember | Mel Kutbay                                  | türkischer Geräuschemacher | 87    |        |
| 13. Dezember | Martin Linzer                               | deutscher Theaterkritiker und Dramaturg | 83    |        |
| 13. Dezember | Roger Masson                                | französischer Automobilrennfahrer | 91    |        |
| 13. Dezember | William E. May                              | US-amerikanischer katholischer Theologe | 86    |        |
| 13. Dezember | Andreas Schockenhoff                        | deutscher Politiker | 57    |        |
| 13. Dezember | Phil Stern                                  | US-amerikanischer Fotograf | 95    |        |
| 13. Dezember | Ágnes R. Várkonyi                           | ungarische Historikerin | 86    |        |
| 13. Dezember | Willem J. H. Willems                        | niederländischer Archäologe | 64    |        |
| 12. Dezember | Norman Bridwell                             | US-amerikanischer Comicautor | 86    |        |
| 12. Dezember | Karl Heinz Burmeister                       | deutscher Jurist, Historiker und Heraldiker | 78    |        |
| 12. Dezember | Phillip Edwards                             | britischer Konteradmiral | 87    |        |
| 12. Dezember | Ivor Grattan-Guinness                       | britischer Mathematikhistoriker | 73    |        |
| 12. Dezember | Mimi Lorenzini                              | französischer Gitarrist | 65    |        |
| 12. Dezember | Billy Milligan                              | US-amerikanischer Krimineller | 59    |        |
| 12. Dezember | Stephan Noth                                | deutscher Theologe, Germanist und Pädagoge | 71    |        |
| 12. Dezember | Herbert Reiger                              | österreichischer Wirtschaftskammerfunktionär | 88    |        |
| 12. Dezember | Davide Santorsola                           | italienischer Jazz-Musiker | 53    |        |
| 12. Dezember | Ruth Schmidt-Wiegand                        | deutsche Germanistin und Rechtshistorikerin | 88    |        |
| 12. Dezember | Evan Graham Turbott                         | neuseeländischer Zoologe | 100   |        |
| 12. Dezember | Manfred Wille                               | deutscher Historiker | 80    |        |
| 11. Dezember | Tom Adams                                   | britischer Schauspieler | 76    |        |
| 11. Dezember | Giorgio Ardisson                            | italienischer Schauspieler | 82    |        |
| 11. Dezember | Roger Bielle                                | französischer Ringer | 86    |        |
| 11. Dezember | Michel duCille                              | US-amerikanischer Fotojournalist | 58    |        |
| 11. Dezember | Herbert Jäger                               | deutscher Rechtswissenschaftler und Kriminologe | 85    |        |
| 11. Dezember | Manfred Kapluk                              | deutscher Politiker | 85    |        |
| 11. Dezember | Philip Knights, Baron Knights               | britischer Polizist und Politiker | 94    |        |
| 11. Dezember | Stefan Kozinski                             | US-amerikanischer Komponist, Dirigent, Arrangeur, Pianist, Musikpädagoge, Organist, Musikdirektor, Chorleiter, Hochschullehrer, Übersetzer und Multiinstrumentalist | 61    |        |
| 11. Dezember | Georges Lagrange                            | französischer Bischof | 85    |        |
| 11. Dezember | Sista Mimi                                  | kenianische Aktivistin | 36    |        |
| 11. Dezember | Amalie Rohrer                               | deutsche Politikerin | 92    |        |
| 11. Dezember | Günter Sahner                               | deutscher Politiker | 87    |        |
| 11. Dezember | Dawn Sears                                  | US-amerikanische Countrysängerin | 53    |        |
| 11. Dezember | Gerald Sim                                  | britischer Schauspieler | 89    |        |
| 11. Dezember | Angus Smith, 3. Baron Bicester              | britischer Politiker | 82    |        |
| 11. Dezember | Juan Soto                                   | chilenischer Fußballspieler und -trainer | 77    |        |
| 11. Dezember | László Varga                                | ungarisch-US-amerikanischer Cellist und Dirigent | 89    |        |
| 11. Dezember | Hans Wallat                                 | deutscher Dirigent und Generalmusikdirektor | 85    |        |
| 10. Dezember | Siad Abu Ain                                | palästinensischer Politiker | 55    |        |
| 10. Dezember | John P. Anton                               | US-amerikanischer Philosoph und Philosophiehistoriker | 94    |        |
| 10. Dezember | Arnim Bechmann                              | deutscher Wirtschaftswissenschaftler und Zukunftsforscher | 71    | [ 9 ]  |
| 10. Dezember | Larry J. Cano                               | US-amerikanischer Unternehmer | 90    |        |
| 10. Dezember | Carlo Dittli                                | Schweizer Politiker | 76    |        |
| 10. Dezember | Ralph Giordano                              | deutscher Journalist, Publizist, Schriftsteller und Regisseur | 91    |        |
| 10. Dezember | Liselotte Maikl                             | österreichische Sopranistin | 89    |        |
| 10. Dezember | Robert Alexander Naumann zu Königsbrück     | deutsch-US-amerikanischer Physikochemiker | 85    |        |
| 10. Dezember | Robert B. Oakley                            | US-amerikanischer Diplomat | 83    |        |
| 10. Dezember | Otto Pöggeler                               | deutscher Philosoph | 85    |        |
| 10. Dezember | Adrian Scheidegger                          | schweizerisch-österreichischer Geophysiker | 89    |        |
| 10. Dezember | Joachim Seyffarth                           | deutscher Heimatforscher, Denkmalpfleger und Fotograf | 85    |        |
| 10. Dezember | Judy Baar Topinka                           | US-amerikanische Politikerin | 70    |        |
| 10. Dezember | Wolfhart Unte                               | deutscher Klassischer Philologe und Bibliothekar | 76    |        |
| 10. Dezember | Antonius Van de Ven                         | niederländischer Mathematiker | 83    |        |
| 10. Dezember | Gerard Vianen                               | niederländischer Radrennfahrer | 70    |        |
| 10. Dezember | Nikolaus Zaske                              | deutscher Kulturhistoriker | 88    |        |
| 9. Dezember  | Sacvan Bercovitch                           | kanadischer Literaturkritiker und Kulturforscher | 81    |        |
| 9. Dezember  | Jane Freilicher                             | US-amerikanische Malerin | 90    |        |
| 9. Dezember  | Robert Kinoshita                            | US-amerikanischer Artdirector, Bühnenbildner und Szenenbilddesigner                                                                                                 | 100   |        |
| 9. Dezember  | Bernd Köppen                                | deutscher Pianist, Organist und Komponist | 63    |        |
| 9. Dezember  | Friedhelm L. Müller                         | deutscher Klassischer Philologe | 75    |        |
| 9. Dezember  | Jean-Marie Manatawai                        | vanuatuischer Politiker | 82    |        |
| 9. Dezember  | Jorge María Mejía                           | argentinischer Kardinal | 91    | [ 10 ] |
| 9. Dezember  | Mary Ann Mobley                             | US-amerikanische Schauspielerin | 75    |        |
| 9. Dezember  | Lydia Mordkovitch                           | britische Violinistin | 70    |        |
| 9. Dezember  | Detlef Michael Noack                        | deutscher Fotograf, Kunsthistoriker und Hochschullehrer | 89    |        |
| 9. Dezember  | Blagoje Paunović                            | jugoslawischer bzw. serbischer Fußballspieler und -trainer | 67    |        |
| 9. Dezember  | Karl Otto Pöhl                              | deutscher Ökonom | 85    |        |
| 9. Dezember  | Herbert Schmülling                          | deutscher Politiker | 77    |        |
| 9. Dezember  | Sheila Stewart                              | britische Sängerin | 79    |        |
| 9. Dezember  | Jože Toporišič                              | jugoslawischer bzw. slowenischer Linguist | 88    |        |
| 9. Dezember  | Lee W. Wattenberg                           | US-amerikanischer Mediziner | 92    |        |
| 8. Dezember  | Anselm Citron                               | deutscher Physiker | 91    |        |
| 8. Dezember  | Christa Dericum                             | deutsche Schriftstellerin | 82    |        |
| 8. Dezember  | Friedrich Fenzl                             | österreichischer Buddhist | 82    |        |
| 8. Dezember  | Wolfgang Hanke                              | deutscher Musikkritiker und Publizist | 84    |        |
| 8. Dezember  | Earl Hayes                                  | US-amerikanischer Rapper und Musik-Produzent | 34    |        |
| 8. Dezember  | Ulrich Henn                                 | deutscher Bildhauer | 89    |        |
| 8. Dezember  | Nedanuri Krishnamurthy                      | indischer Musiker | 87    |        |
| 8. Dezember  | Florian Liewehr                             | österreichischer Schauspieler | 69    |        |
| 8. Dezember  | Stephanie Moseley                           | kanadische Schauspielerin und Tänzerin | 30    |        |
| 8. Dezember  | Knut Nystedt                                | norwegischer Komponist | 99    |        |
| 8. Dezember  | Walter Ott                                  | deutscher Heimatforscher | 86    |        |
| 8. Dezember  | Alexander Trauner                           | österreichischer Bassbariton | 47    |        |
| 8. Dezember  | Elmars Zemgalis                             | lettisch-amerikanischer Schachspieler | 91    |        |
| 7. Dezember  | Horace Batten                               | britischer Stiefelmacher und Unternehmer | 102   |        |
| 7. Dezember  | Ruth Glöss                                  | deutsche Schauspielerin | 86    |        |
| 7. Dezember  | Brian Roy Goble                             | kanadischer Musiker | 57    |        |
| 7. Dezember  | Stu Hamer                                   | britischer Jazzmusiker (Trompete, später Piano) | 80    |        |
| 7. Dezember  | Fernando Machado Soares                     | portugiesischer Sänger | 84    |        |
| 7. Dezember  | Normain Mair                                | schottischer Rugby- und Cricketspieler sowie Sportjournalist | 86    |        |
| 7. Dezember  | Giuseppe Mango                              | italienischer Sänger und Musiker | 60    |        |
| 7. Dezember  | Marie Marcks                                | deutsche Karikaturistin | 92    |        |
| 7. Dezember  | Ralph Morse                                 | US-amerikanischer Fotograf | 97    |        |
| 7. Dezember  | Harry Nick                                  | deutscher Wirtschaftswissenschaftler | 82    |        |
| 7. Dezember  | Eddie Rouse                                 | US-amerikanischer Schauspieler | 60    |        |
| 7. Dezember  | Franz Ruhaltinger                           | österreichischer Politiker und Gewerkschafter | 87    |        |
| 7. Dezember  | William R. Salomon                          | US-amerikanischer Bankier | 100   |        |
| 7. Dezember  | Hermann Schwengel                           | deutscher Soziologe | 65    |        |
| 7. Dezember  | Grahanandan Singh                           | indischer Hockeyspieler | 88    |        |
| 7. Dezember  | Karel Vysušil                               | tschechischer Maler, Grafiker und Illustrator | 88    |        |
| 7. Dezember  | Ken Weatherwax                              | US-amerikanischer Schauspieler | 59    |        |
| 7. Dezember  | Jerzy Wilim                                 | polnischer Fußballspieler | 73    |        |
| 6. Dezember  | Friedrich Karl Azzola                       | deutscher Chemiker und Historiker | 83    |        |
| 6. Dezember  | Ralph Baer                                  | deutsch-US-amerikanischer Spieleentwickler | 92    |        |
| 6. Dezember  | Ernst Begemann                              | deutscher Pädagoge | 87    |        |
| 6. Dezember  | Fritz Brock                                 | deutscher Politiker | 83    | [ 11 ] |
| 6. Dezember  | Iosif Erdei                                 | rumänischer Fußballspieler | 40    |        |
| 6. Dezember  | Dennis Friedman                             | britischer Psychologe | 90    |        |
| 6. Dezember  | Sonny Fossett                               | britischer Zirkusclown | 83    |        |
| 6. Dezember  | Niels Peder Kristensen                      | dänischer Biologe | 71    |        |
| 6. Dezember  | Gerold Hilty                                | Schweizer Romanist, Hispanist, Mediävist und Sprachwissenschaftler                                                                                                  | 87    |        |
| 6. Dezember  | Renato Mambor                               | italienischer Maler und Schauspieler | 78    |        |
| 6. Dezember  | Neil Reshen                                 | US-amerikanischer Musikmanager | 75    |        |
| 6. Dezember  | Takao Saitō                                 | japanischer Kameramann | 85    |        |
| 6. Dezember  | Adnan Gulshair el Shukrijumah               | saudi-arabischer Terrorist | 39    |        |
| 6. Dezember  | Luke Somers                                 | britisch-US-amerikanischer Fotojournalist | 33    |        |
| 6. Dezember  | Manfred Straßburg                           | deutscher Zahnmediziner | 84    |        |
| 6. Dezember  | Helga Timm                                  | deutsche Politikerin | 90    | [ 12 ] |
| 6. Dezember  | Ursula Voss                                 | deutsche Dramaturgin | 67    |        |
| 6. Dezember  | Stella Young                                | australische Behindertenaktivistin | 32    |        |
| 5. Dezember  | Ernest Brace                                | US-amerikanischer Luftwaffenoffizier und Kriegsgefangener | 83    |        |
| 5. Dezember  | Wolfgang Brüggemann                         | deutscher Pädagoge und Politiker | 88    |        |
| 5. Dezember  | Manuel De Sica                              | italienischer Komponist | 65    |        |
| 5. Dezember  | Jackie Healy-Rae                            | irischer Politiker, Abgeordneter im irischen Parlament | 83    |        |
| 5. Dezember  | Koichi Kawakita                             | japanischer Filmproduzent und Spezialeffektedesigner | 72    |        |
| 5. Dezember  | Fabiola Mora y Aragón                       | belgische Königin | 86    |        |
| 5. Dezember  | Luis Herrera de la Fuente                   | mexikanischer Dirigent und Komponist | 98    |        |
| 5. Dezember  | Gerhard Hümmelchen                          | deutscher Militärhistoriker | 87    |        |
| 5. Dezember  | Menis Koumandareas                          | griechischer Schriftsteller | 83    |        |
| 5. Dezember  | Arthur Leipzig                              | US-amerikanischer Fotograf | 96    |        |
| 5. Dezember  | Gil Marks                                   | US-amerikanischer Historiker und Kochbuchautor | 62    |        |
| 5. Dezember  | Franco Marini                               | italienischer Theaterschauspieler, -regisseur und -autor | 79    | [ 13 ] |
| 5. Dezember  | Gennadi Poloka                              | sowjetischer Filmregisseur | 84    |        |
| 05. Dezember | Rainer Stenius                              | finnischer Leichtathlet | 71    |        |
| 5. Dezember  | Richard Toborg                              | deutscher Politiker | 87    |        |
| 5. Dezember  | Kees Vlak                                   | niederländischer Komponist und Musiker | 76    |        |
| 5. Dezember  | Silvio Zavala                               | mexikanischer Historiker | 105   |        |
| 4. Dezember  | Alois Dragaschnig                           | österreichischer Jurist (Sozialversicherung) | 90    |        |
| 4. Dezember  | Claudia Emerson                             | US-amerikanische Dichterin | 57    |        |
| 4. Dezember  | Günter Friedrich                            | deutscher Politiker | 89    |        |
| 4. Dezember  | Graeme Goodall                              | australischer Toningenieur und Musikproduzent | 82    |        |
| 4. Dezember  | Joe Guercio                                 | US-amerikanischer Bandleader und Arrangeur | 87    |        |
| 4. Dezember  | Heinz Halbach                               | deutscher Journalistiker | 84    |        |
| 4. Dezember  | Talât Sait Halman                           | türkischer Dichter und Politiker | 83    |        |
| 4. Dezember  | Christian Höpfner                           | deutscher Bildhauer | 75    |        |
| 4. Dezember  | Takeo Kamachi                               | japanischer Sportschütze | 78    |        |
| 4. Dezember  | Bob Montgomery                              | US-amerikanischer Musiker | 77    |        |
| 4. Dezember  | Alexei Nassedkin                            | russischer Pianist und Komponist | 71    |        |
| 4. Dezember  | Gerta Scharffenorth                         | deutsche Politologin und Theologin | 102   |        |
| 4. Dezember  | Erich Schwarz                               | deutscher Schauspieler und Hörspielsprecher | 76    |        |
| 4. Dezember  | Nick Talbot                                 | britischer Musiker | 37    |        |
| 4. Dezember  | Jeremy Thorpe                               | britischer Politiker | 85    |        |
| 4. Dezember  | Rudolf Vanmoerkerke                         | belgischer Unternehmer und Basketballfunktionär | 90    |        |
| 3. Dezember  | Herman Badillo                              | US-amerikanischer Politiker | 85    |        |
| 3. Dezember  | Jacques Barrot                              | französischer Politiker | 77    |        |
| 3. Dezember  | Nathaniel Branden                           | US-amerikanischer Psychotherapeut | 84    |        |
| 3. Dezember  | Hermann Cordes                              | deutscher Botaniker | 83    |        |
| 3. Dezember  | Rolf Dammann                                | deutscher Geistlicher | 90    |        |
| 3. Dezember  | Lulu Dikana                                 | südafrikanische Sängerin | 35    |        |
| 3. Dezember  | Rainer Fornahl                              | deutscher Politiker | 67    |        |
| 3. Dezember  | Jürgen Gundlach                             | deutscher Philologe und Dialektologe | 88    |        |
| 3. Dezember  | Martti Innanen                              | finnischer Musiker, Schriftsteller und Maler | 83    |        |
| 3. Dezember  | Sjef Janssen                                | niederländischer Radrennfahrer | 95    |        |
| 3. Dezember  | Konrad Kadzik                               | deutscher Manager | 89    |        |
| 3. Dezember  | Roland Kollmann                             | deutscher Theologe | 79    |        |
| 3. Dezember  | Vicente Leñero Otero                        | mexikanischer Schriftsteller, Dramaturg, Journalist und Drehbuchautor                                                                                               | 81    |        |
| 3. Dezember  | Ann Marcus                                  | US-amerikanische Fernsehautorin | 93    |        |
| 3. Dezember  | Ian McLagan                                 | britischer Rockmusiker | 69    |        |
| 3. Dezember  | Alfredo Ernest Novak                        | brasilianischer Bischof | 84    |        |
| 3. Dezember  | Patrick Edward O’Connor                     | neuseeländischer Geistlicher | 82    |        |
| 3. Dezember  | Luc Oursel                                  | französischer Manager | 55    |        |
| 3. Dezember  | Erich Wolfgang Partsch                      | österreichischer Musikwissenschaftler | 55    |        |
| 3. Dezember  | Giulio Questi                               | italienischer Regisseur und Drehbuchautor | 90    |        |
| 3. Dezember  | Walter Reyno                                | uruguayischer Schauspieler | 79    |        |
| 2. Dezember  | Julio Díaz                                  | mexikanischer Schlagzeuger | 38    |        |
| 2. Dezember  | Don L. Anderson                             | US-amerikanischer Geophysiker | 81    |        |
| 2. Dezember  | Abdul Rehman Antulay                        | indischer Politiker | 85    |        |
| 2. Dezember  | Dominique Aubier                            | französische Schriftstellerin | 92    |        |
| 2. Dezember  | Jean Béliveau                               | kanadischer Eishockeyspieler | 83    |        |
| 2. Dezember  | Gerry Fisher                                | britischer Kameramann | 86    |        |
| 2. Dezember  | Juan Flores                                 | US-amerikanischer Soziologe und Kulturwissenschaftler | 71    |        |
| 2. Dezember  | Bodo Fründt                                 | deutscher Filmjournalist | 69    |        |
| 2. Dezember  | Bobby Keys                                  | US-amerikanischer Musiker | 70    |        |
| 2. Dezember  | Fritz Klein                                 | deutscher Sportjournalist | 77    |        |
| 2. Dezember  | Donald Laws                                 | US-amerikanischer Eiskunstläufer und Eiskunstlauftrainer | 85    |        |
| 2. Dezember  | Lin Yinghai                                 | chinesischer Politiker | 82    |        |
| 2. Dezember  | A. J. McNamara                              | US-amerikanischer Jurist und Politiker | 78    |        |
| 2. Dezember  | Bruno Karl Meyer                            | deutscher Physiker | 65    |        |
| 2. Dezember  | Alexandre Paternotte de la Vaillée          | belgischer Diplomat | 91    |        |
| 2. Dezember  | Hans-Dieter Riechel                         | deutscher Biathlet | 79    |        |
| 2. Dezember  | Paul Schröter                               | deutscher Mediziner | 84    |        |
| 2. Dezember  | Deven Verma                                 | indischer Schauspieler | 77    |        |
| 1. Dezember  | Raúl Barbero                                | uruguayischer Journalist, Librettist und Dramatiker | 97    |        |
| 1. Dezember  | Alberto Breccia Guzzo                       | uruguayischer Politiker | 68    |        |
| 1. Dezember  | Lou Condo                                   | australischer Snooker- und Poolbillardspieler | 66    |        |
| 1. Dezember  | David Cooke                                 | britischer Konteradmiral | 59    |        |
| 1. Dezember  | Jürgen Hein                                 | deutscher Literaturwissenschaftler | 72    |        |
| 1. Dezember  | Jean Klein                                  | französischer Ruderer | 70    |        |
| 1. Dezember  | Siegfried Kordts                            | deutscher Sportfunktionär | 98    |        |
| 1. Dezember  | Sita Murt                                   | spanische Modedesignerin | 68    |        |
| 1. Dezember  | Frank-Martin Neupärtl                       | deutscher Politiker | 53    |        |
| 1. Dezember  | Kathleen O’Keefe                            | US-amerikanische Zeitungsgründerin | 54    |        |
| 1. Dezember  | Jordi Oliva                                 | spanischer Hockeyspieler | 55    |        |
| 1. Dezember  | Aco Petrović                                | serbischer Basketballtrainer | 55    |        |
| 1. Dezember  | Horst Roth                                  | deutscher Journalist | 60    | [ 14 ] |
| 1. Dezember  | Jewhen Swerstjuk                            | ukrainischer Schriftsteller, Literaturkritiker und sowjetischer Dissident                                                                                           | 85    |        |
| 1. Dezember  | Lenka Zogatová                              | tschechische Musikpromotorin, Schauspielerin und Filmemacherin | 58    |        |